# Єдиний державний вебпортал відкритих даних
Єдиний державний вебпортал відкритих даних, data.gov.ua — український
урядовий вебсайт, створений з метою зберігання публічної інформації у формі
відкритих даних та забезпечення надання доступу до неї
широкому колу осіб за принципами, визначеними у Міжнародній хартії відкритих даних, до якої Україна приєдналася у жовтні 2016 року.
Портал створено на вимогу Закону України «Про доступ до публічної інформації»

та постанови Кабінету Міністрів України від 21 жовтня 2015 року № 835 «Про
затвердження Положення про набори даних, які підлягають оприлюдненню у формі
відкритих даних».

## Історія
Початкову розробку Єдиного державного вебпорталу відкритих даних було
здійснено громадською НДО SocialBoost за підтримки міжнародних
організацій — Майкрософт Україна та Міжнародного фонду «Відродження».
Запуск відбувся у квітні 2014 року.

Згодом проект було передано на баланс Державного агентства з питань електронного урядування.
Цілями створення порталу були:
- забезпечення своєчасного розміщення органами влади інформації, яка підлягає оприлюдненню, а також будь-яких інших даних, що відповідають визначенню публічної інформації у формі відкритих даних;
- оприлюднення та регулярне оновлення розпорядником інформації відкритих даних на Порталі;
- забезпечення для всіх користувачів інформаційного простору спільних правил щодо оприлюднення інформаційних матеріалів у формі відкритих даних;
- забезпечення своєчасного розміщення повної та достовірної інформації;
- забезпечення ефективних двосторонніх комунікацій і каналів зворотного зв'язку.

Однак перша версія порталу не задовольняла багато потреб користувачів та розпорядників
даних, хоча і дала важливий поштовх розвитку відкритих даних в Україні.
Тому у 2018
році портал був модернізований командою Opendatabot в рамках проекту «Прозорість та підзвітність
в державному управлінні та послугах» (Transparency and Accountability in Public
Administration and Services, TAPAS) спільно з Фондом Східна Європа та Державним агентством
з питань електронного урядування України.
Оновлений портал працює на платформі CKAN, на відміну від попередньої версії, де використовувалася модифікована версія DKAN. Це дозволяє повноцінно використовувати API порталу як розпорядникам — для додавання наборів даних на портал так і користувачам — для завантаження наборів з порталу.
Крім цього, портал отримав наступні нові можливості порівняно з попередньою версією:
- премодерація
- функція гарвестингу — автоматичний збір даних з інших порталів міст чи регіонів України за допомогою API, якщо ці портали також підтримують цю функцію
- публікація даних на умовах ліцензії Creative Commons
- перегляд наборів даних певних типів безпосередньо на порталі
- форум
- можливість відстеження ходу виконання постанови Кабінету Міністрів України від 21.10.2015 № 835

### Вартість

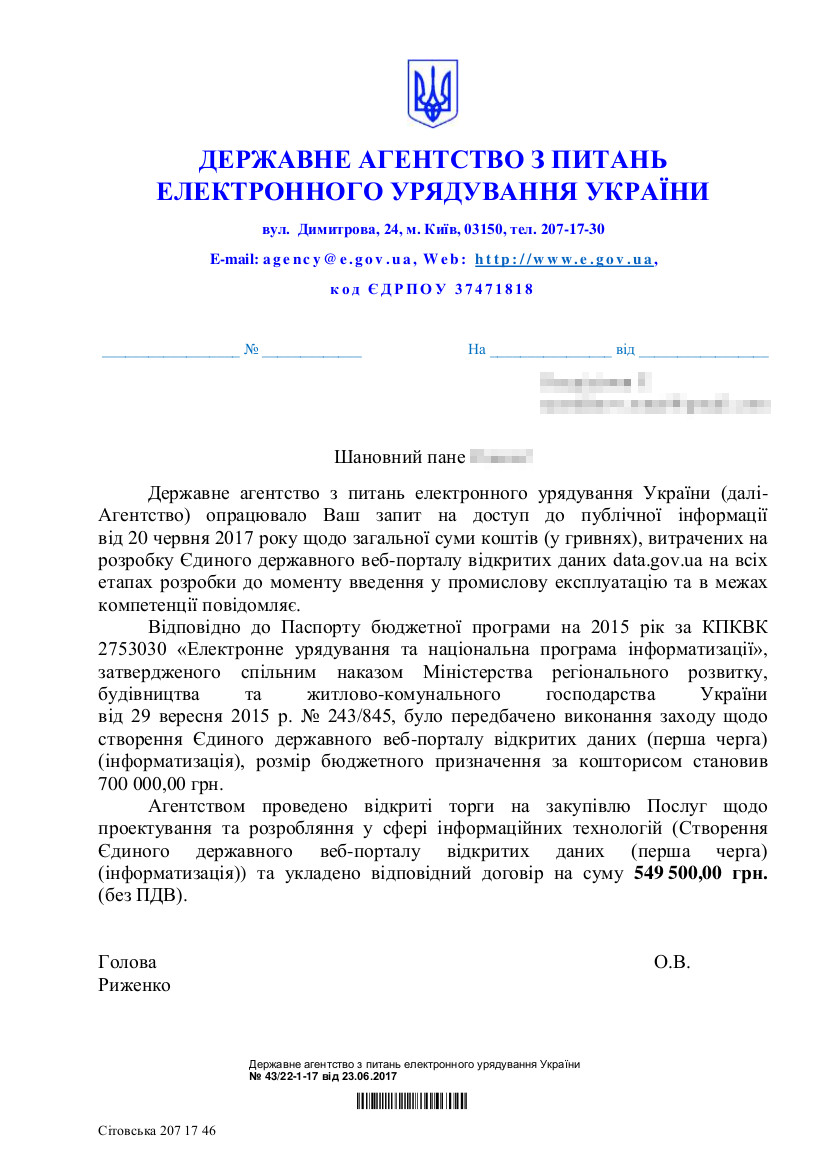

Відповідно до річного плану закупівель Державного агентства з питань електронного урядування на 2015 рік було проведено відкриті торги на закупівлю послуг щодо проектування та розробляння у сфері інформаційних технологій (створення Єдиного державного вебпорталу відкритих даних (перша черга) договір на суму 549500,00 грн. без ПДВ.

## Правова основа функціонування
Відповідно до ст. 101 Закону України «Про доступ до публічної інформації» 
функції створення та забезпечення функціонування єдиного державного вебпорталу відкритих 
покладено на центральний орган виконавчої влади, що реалізує державну політику у сфері електронного урядування.
Згідно з постановою Кабінету Міністрів України  від 01.10.2014 № 492 «Про затвердження 
Положення про Державне агентство з питань електронного урядування України»
таким органом є Державне агентство з питань електронного урядування України.
Порядок ведення Єдиного державного вебпорталу відкритих даних регламентовано постановою 
Кабінету Міністрів України від 30 листопада 2016 р. № 867 «Деякі питання оприлюднення 
публічної інформації у формі відкритих даних»

## Результати впровадження
Впровадження порталу позитивно вплинуло на місце України у міжнародних рейтингах відкритості даних:
- Україна піднялась на 23 позиції в рейтингу відкритих даних Open Data Index 2017 (31 місце)[11]
- Україна піднялася на 25 позицій у рейтингу електронного уряду порівняно з 2014 роком (62-е місце зі 193 країн)[12]
- підвищення позицій у рейтингу Open Data Barometer:
  - 2016 рік — 44 місце (на 18 позицій вище порівняно з 2015 роком)[13]
  - 2017 рік — 17 місце[14]
  - 2022 рік - не працює, можна зробити запити лише за гроші.